# 下窪陽介
下窪 陽介（しもくぼ ようすけ、1979年1月21日 - ）は、鹿児島県揖宿郡頴娃町（現：南九州市）出身の元プロ野球選手（外野手）。

## 来歴

### プロ入り前
1996年の第68回選抜高等学校野球大会に鹿児島実業高等学校のエース投手として出場。林川大希（早大-三菱自動車岡崎）とバッテリーを組み、決勝で高塚信幸・中谷仁・喜多隆志を擁する智弁和歌山高校を6-3で下し初優勝。春夏通じて鹿児島県勢初の全国制覇を達成した。下窪の球は「球威があり、高校レベルの打者ではなかなか長打を打てなかった」と評されるほどであった。また第78回全国高等学校野球選手権大会はベスト8で愛媛県立松山商業高等学校と対戦、大会屈指の強打者・今井康剛に本塁打を許して敗れた。
日本大学に進学後は肩を故障し、2年秋に監督の鈴木博識から勧められて外野手へ転向した。東都大学1部リーグ通算51試合出場、123打数22安打、打率.179、2本塁打、8打点、投手で4試合0勝1敗。
同期に尾形佳紀、1年上に吉野誠らがいた。
2001年には日本通運に入社。同期に武田久、小川将俊がいた。プロ入りまで6年連続で都市対抗野球大会に出場し、2006年の第77回大会では首位打者を獲得した（.412）。同年には社会人ベストナイン外野手部門にも選出されたほか、第16回IBAFインターコンチネンタルカップ日本代表に選ばれた。同年の大学生・社会人ドラフト5巡目で横浜ベイスターズに入団。即戦力として期待され、背番号は9が与えられた。

### プロ入り後
2007年、キャンプ・オープン戦で結果を出し、開幕一軍に入った。開幕2戦目の対巨人戦でプロ初出場。翌日の3戦目ではプロ初スタメンを果たした。しかしその後の1ヶ月は調子が上がらず、一度登録を抹消された。二軍では打率.397と好調を維持したため再度一軍に昇格すると、対ソフトバンク戦でプロ初打点となる決勝適時打を放つなど結果を残した。とりわけ、対左投手には打率.321とかなりの強さを見せた。
2008年は大西宏明の加入や自身の不調もあり出場機会が減少、成績も低迷した。2009年は内藤雄太や下園辰哉など他の若手選手の台頭により、出場試合数が前年よりさらに少ない7試合に留まり、成績も無安打に終わるなど振るわなかった。
2010年2月8日、2年前から交際していた女性と2009年5月7日に結婚していたことが明らかになった。
2010年も一軍で3試合出場したのみで、10月1日に戦力外通告を受ける。11月10日に12球団合同トライアウト1回目に参加したが、獲得する球団はなく引退。

### 引退後
元チームメイトの野口寿浩が運営する野球教室でコーチを務めた後、鹿児島県に帰郷して父親が代表を務める製茶会社・下窪勲製茶に就職。知覧茶などの栽培作業に従事する他、PR・販売担当として全国を巡回している。元野球選手としての自負心があり、未知なる分野の接客業で働く現実に葛藤の日々を送っていたが、渡辺和子のエッセイ『置かれた場所で咲きなさい』を読んだことでこれまでの価値観や考え方が一変し、真剣に業務に取り組むようになったという。

## 選手としての特徴・人物
俊足強肩の外野手。打撃ではパンチ力があり、左投手に強かった。
プロ入り後に最も衝撃を受けた投手にチェン・ウェインを挙げている。

## 詳細情報

### 年度別打撃成績
| 年 度     | 球 団     | 試 合 | 打 席 | 打 数 | 得 点 | 安 打 | 二 塁 打 | 三 塁 打 | 本 塁 打 | 塁 打 | 打 点 | 盗 塁 | 盗 塁 死 | 犠 打 | 犠 飛 | 四 球 | 敬 遠 | 死 球 | 三 振 | 併 殺 打 | 打 率 | 出 塁 率 | 長 打 率 | O P S |
| --------- | --------- | ----- | ----- | ----- | ----- | ----- | -------- | -------- | -------- | ----- | ----- | ----- | -------- | ----- | ----- | ----- | ----- | ----- | ----- | -------- | ----- | -------- | -------- | ----- |
| 2007      | 横浜      | 72    | 129   | 112   | 10    | 31    | 6        | 0        | 0        | 37    | 9     | 1     | 0        | 7     | 0     | 6     | 0     | 4     | 22    | 2        | .277  | .336     | .330     | .666  |
| 2008      | 横浜      | 14    | 16    | 15    | 1     | 2     | 0        | 0        | 0        | 2     | 0     | 0     | 0        | 0     | 0     | 1     | 0     | 0     | 4     | 0        | .133  | .188     | .133     | .321  |
| 2009      | 横浜      | 7     | 11    | 11    | 0     | 0     | 0        | 0        | 0        | 0     | 0     | 0     | 0        | 0     | 0     | 0     | 0     | 0     | 4     | 0        | .000  | .000     | .000     | .000  |
| 2010      | 横浜      | 3     | 6     | 5     | 0     | 1     | 0        | 0        | 0        | 1     | 1     | 0     | 0        | 0     | 0     | 1     | 0     | 0     | 1     | 0        | .200  | .333     | .200     | .533  |
| 通算：4年 | 通算：4年 | 96    | 162   | 143   | 11    | 34    | 6        | 0        | 0        | 40    | 10    | 1     | 0        | 7     | 0     | 8     | 0     | 4     | 31    | 2        | .238  | .297     | .280     | .576  |

### 年度別守備成績
| 年度 | 外野 | 外野 | 外野 | 外野 | 外野 | 外野   |
| 年度 | 試合 | 刺殺 | 補殺 | 失策 | 併殺 | 守備率 |
| ---- | ---- | ---- | ---- | ---- | ---- | ------ |
| 2007 | 51   | 47   | 0    | 0    | 0    | 1.000  |
| 2008 | 4    | 3    | 0    | 0    | 0    | 1.000  |
| 2009 | 2    | 3    | 0    | 0    | 0    | 1.000  |
| 2010 | 2    | 4    | 0    | 0    | 0    | 1.000  |
| 通算 | 59   | 57   | 0    | 0    | 0    | 1.000  |

### 記録
- 初出場：2007年3月31日、対読売ジャイアンツ2回戦（横浜スタジアム）、8回裏に土肥義弘の代打で出場
- 初打席：同上、8回裏に門倉健から投前犠打
- 初先発出場：2007年4月1日、対読売ジャイアンツ3回戦（横浜スタジアム）、7番・右翼手で先発出場
- 初安打：2007年4月29日、対中日ドラゴンズ5回戦（横浜スタジアム）、4回裏に中田賢一から右前安打
- 初打点：2007年6月6日、対福岡ソフトバンクホークス2回戦（福岡Yahoo! JAPANドーム）、9回表に柳瀬明宏から右中間へ決勝3点適時二塁打
- 初盗塁：2007年8月1日、対読売ジャイアンツ16回戦（横浜スタジアム）、2回裏に二盗（投手：木佐貫洋、捕手：阿部慎之助）

### 背番号
- 9 （2007年 - 2010年）